# Emirates Club
L'Emirates Cultural & Sports Club (in arabo نادي الإمارات الثقافي الرياضي‎?), meglio noto come Emirates Club (نادي الامارات) o anche solo Emirates, è un'associazione calcistica di Ras al-Khaimah che milita nella massima competizione sportiva degli Emirati Arabi, cioè la Lega professionistica degli Emirati Arabi Uniti.

## Storia
Il club è stato fondato nel 1969, dalla fusione di tre squadre di calcio locale l'Al Ittihad, l'Al Ahly e l'Al Shaab, assumendo inizialmente il nome di Oman Club. 
Nell'ottobre 1982 il nome del club fu cambiato in Al Qadsia Sports Club. Due anni dopo, nel luglio 1984,l' Al Qadsia fu fuso con l'Al Taliya e l'Al Nassr, altre due squadre che erano attive nella zona, e divenne il club conosciuto ancora oggi con il nome di Emirates Cultural Sport Club.
I primi successi sono arrivati nel terzo millennio. Dopo la retrocessione della stagione 2001-2002 e la vittoria della UAE Second Division nella stagione successiva. Il 29 maggio 2011, gli sceicchi Ahmed bin Saqr al-Qassimi e Sheikh Mohammed bin Kayed Al Qasimi, presidente del Emirates Club e del Ras Al Khaimah Clubs, decisero di unire le due squadre in un unico team che rappresentasse l'emiro di Ras al-Khaima nel massimo campionato emiratino, nel 2009 arriva la vittoria nella Coppa del Presidente e nella stagione successiva la vittoria della UAE Super Cup.
Dopo il biennio di successo nella stagione 2009-2010 arriva nuovamente la retrocessione in UAE Second Division, ma come nel 2002 la squadra conquista subito la promozione come seconda in classifica dietro l'Ajman Club ma la squadra rimane solo una stagione nella UAE Arabian Gulf League terminando la stagione al penultimo posto e venendo così retrocesso nuovamente in UAE Second Division.
Nell'estate 2023 il club annuncia l'ingaggio della leggenda della nazionale spagnola e del Barcellona, Andrés Iniesta con un contratto annuale con opzione per il secondo.

## Palmarès

### Competizioni nazionali
- Coppa del Presidente: 1

2009-2010
- UAE Second Division: 5

1977–1978, 1983–1984, 1996–1997, 2002-2003, 2012-2013
- UAE Super Cup: 1

2010

### Partecipazioni Coppe AFC
- AFC Champions League: 1 apparizione

2011: fase a girone

## Organico

### Rosa
Aggiornata al 19 settembre 2024.
| N. |                                | Ruolo | Calciatore           |
| -- | ------------------------------ | ----- | -------------------- |
| 1  | Emirati Arabi Uniti (bandiera) | P     | Abdullah Al-Marzouqi |
| 2  | Emirati Arabi Uniti (bandiera) | D     | Abdurahman Ali       |
| 3  | Brasile (bandiera)             | D     | Luan Alemão          |
| 4  | Emirati Arabi Uniti (bandiera) | D     | Yaqoub Al-Baloushi   |
| 6  | Guinea (bandiera)              | D     | Mimito Biai          |
| 7  | Brasile (bandiera)             | C     | Mikael Burkatt       |
| 9  | Oman (bandiera)                | A     | Said Obaid           |
| 10 | Emirati Arabi Uniti (bandiera) | C     | Abdullah Al-Nuaimi   |
| 11 | Costa d'Avorio (bandiera)      | A     | Bernard Doumbia      |
| 12 | Ghana (bandiera)               | C     | Benjamin Ayim        |
| 17 | Emirati Arabi Uniti (bandiera) | P     | Saoud Al-Hosani      |
| 18 | Ghana (bandiera)               | A     | Cornelius Mawuli     |

| N. |                                | Ruolo | Calciatore          |
| -- | ------------------------------ | ----- | ------------------- |
| 19 | Emirati Arabi Uniti (bandiera) | D     | Salim Al-Rawahi     |
| 20 | Nigeria (bandiera)             | D     | Uzor Akannoh        |
| 22 | Emirati Arabi Uniti (bandiera) | P     | Marwan Al-Khodaim   |
| 26 | Emirati Arabi Uniti (bandiera) | D     | Omar Al Khodaim     |
| 34 | Brasile (bandiera)             | D     | Yago Leonardo       |
| 37 | Emirati Arabi Uniti (bandiera) | C     | Fahad Rashed        |
| 44 | Emirati Arabi Uniti (bandiera) | C     | Sultan Qasem        |
| 66 | Emirati Arabi Uniti (bandiera) | P     | Ahmed Al-Marzouqi   |
| 88 | Emirati Arabi Uniti (bandiera) | C     | Ahmed Ibrahim Helal |
| 98 | Emirati Arabi Uniti (bandiera) | A     | Mohammed Khalil     |
| 99 | Emirati Arabi Uniti (bandiera) | A     | Ebrahim Al-Mesmari  |
|    | Emirati Arabi Uniti (bandiera) | A     | Ali Al-Zaabi        |

## Cronistoria recente
| Stagione | Lvl. | Tms. | Pos. | Coppa del Presidente | UAE League Cup   | UAE Super Cup |
| -------- | ---- | ---- | ---- | -------------------- | ---------------- | ------------- |
| 2008–09  | 2    | 16   | 2°   | Ottavi di Finale     | —                | —             |
| 2009–10  | 1    | 12   | 11°  | Campioni             | Primo Turno      | Campioni      |
| 2010–11  | 2    | 8    | 2°   | Quarti di Finale     | —                | —             |
| 2011–12  | 1    | 12   | 11°  | Ottavi di Finale     | Primo Turno      | —             |
| 2012–13  | 2    | 14   | 1°   | Turno Preliminare    | —                | —             |
| 2013–14  | 1    | 14   | 11°  | Ottavi di Finale     | Primo Turno      | —             |
| 2014–15  | 1    | 14   | 10°  | Ottavi di Finale     | Primo Turno      | —             |
| 2015–16  | 1    | 14   | 12°  | Quarti di Finale     | Primo Turno      | —             |
| 2016–17  | 1    | 14   | 11°  | Quarti di Finale     | Primo Turno      | —             |
| 2017–18  | 1    | 12   | 11°  | Ottavi di Finale     | Primo Turno      | —             |
| 2018–19  | 1    | 14   | 13°  | Quarti di Finale     | Quarti di Finale | —             |
| 2019–20  | 2    | 11   | 1°   | Turno Preliminare    | —                | —             |
| 2020–21  | 2    | 11   | 2°   | Quarti di Finale     | —                | —             |
| 2021–22  | 1    | 14   | 14°  | Ottavi di Finale     | Primo Turno      | —             |
| 2022–23  | 2    | 17   | 2°   | Ottavi di finale     | —                |               |
| 2023–24  | 1    | 14   | 13°  | Ottavi di Finale     | Primo Turno      | —             |

Legenda
- Pos. = Posizione
- Tms. = Numero Squadre
- Lvl. = Divisione